# Саут Хемпстед (Њујорк)
Саут Хемпстед (енгл. South Hempstead) насељено је место без административног статуса у америчкој савезној држави Њујорк.

## Демографија
По попису из 2010. године број становника је 3.243, што је 55 (1,7%) становника више него 2000. године.
| Група             | 2000.         | 2010.         |
| Белци             | 2.385 (74,8%) | 2.096 (64,6%) |
| Афроамериканци    | 386 (12,1%)   | 454 (14,0%)   |
| Азијати           | 80 (2,5%)     | 78 (2,4%)     |
| Хиспаноамериканци | 303 (9,5%)    | 601 (18,5%)   |
| Укупно            | 3.188         | 3.243         |